# رئيس وزراء غلغت-بلتستان
يتم انتخاب رئيس وزراء غلغت-بلتستان من قبل جمعية غلغت-بلتستان ليكون رئيسًا للحكومة الإقليمية في غلغت-بلتستان. رئيس الوزراء الحالي هو خالد خورشيد.

## قائمة رؤساء الوزراء
| م | الاسم            | بداية الفترة   | نهاية الفترة   | الحزب السياسي / ملاحظات           |
| - | ---------------- | -------------- | -------------- | --------------------------------- |
| 1 | سيد مهدي شاه     | 11 ديسمبر 2009 | 11 ديسمبر 2014 | حزب الشعب الباكستاني              |
| - | شير جيهان مير    | 12 ديسمبر 2014 | 26 يونيو 2015  | قائم بالإعمال                     |
| 2 | حافظ حفيظ الرحمن | 26 يونيو 2015  | 23 يونيو 2020  | الرابطة الإسلامية الباكستانية (ن) |
| - | مير أفضل         | 24 يونيو 2020  | 30 نوفمبر 2020 | قائم بالإعمال                     |
| 3 | خالد خورشيد      | 01 ديسمبر 2020 | الآن           | حركة الإنصاف الباكستانية          |

## روابط خارجية
- حكومة غلغت-بلتستان
- موقع جمعية غلغت-بلتستان